# Jacobo Oreyro y Villavicencio
Jacobo Oreyro y Villavicencio   (San Fernando, 1822 - Cadis, 1881) va ser un marí espanyol.

## Biografia
El 1834 va ingressar a l'Armada Espanyola i fou destinat a Cuba, on el 1842 fou ascendit a alferes de navili, el 1846 a tinent de navili i el 1857 a capità de fragata. El 1860 participà en la Guerra d'Àfrica i el 1864 fou ascendit a capità de navili.
Ascendit a contraalmirall el 1871, després de proclamar-se la Primera República espanyola fou nomenat cap de personal del Ministeri de la Marina i el 1873 fou nomenat ministre de Marina dues vegades en un mateix any, intentant posar ordre en el caòtic estat de l'Armada espanyola en aquell temps en el qual va haver de fer front a la Revolució Cantonal, enfortint la resistència de l'Arsenal de la Carraca.
Processat en produir-se la restauració borbònica, la seva causa va ser sobreseguda. Maçó, va ser Sobirà Gran Comanador entre 1878 i 1880.